# Universität Istanbul

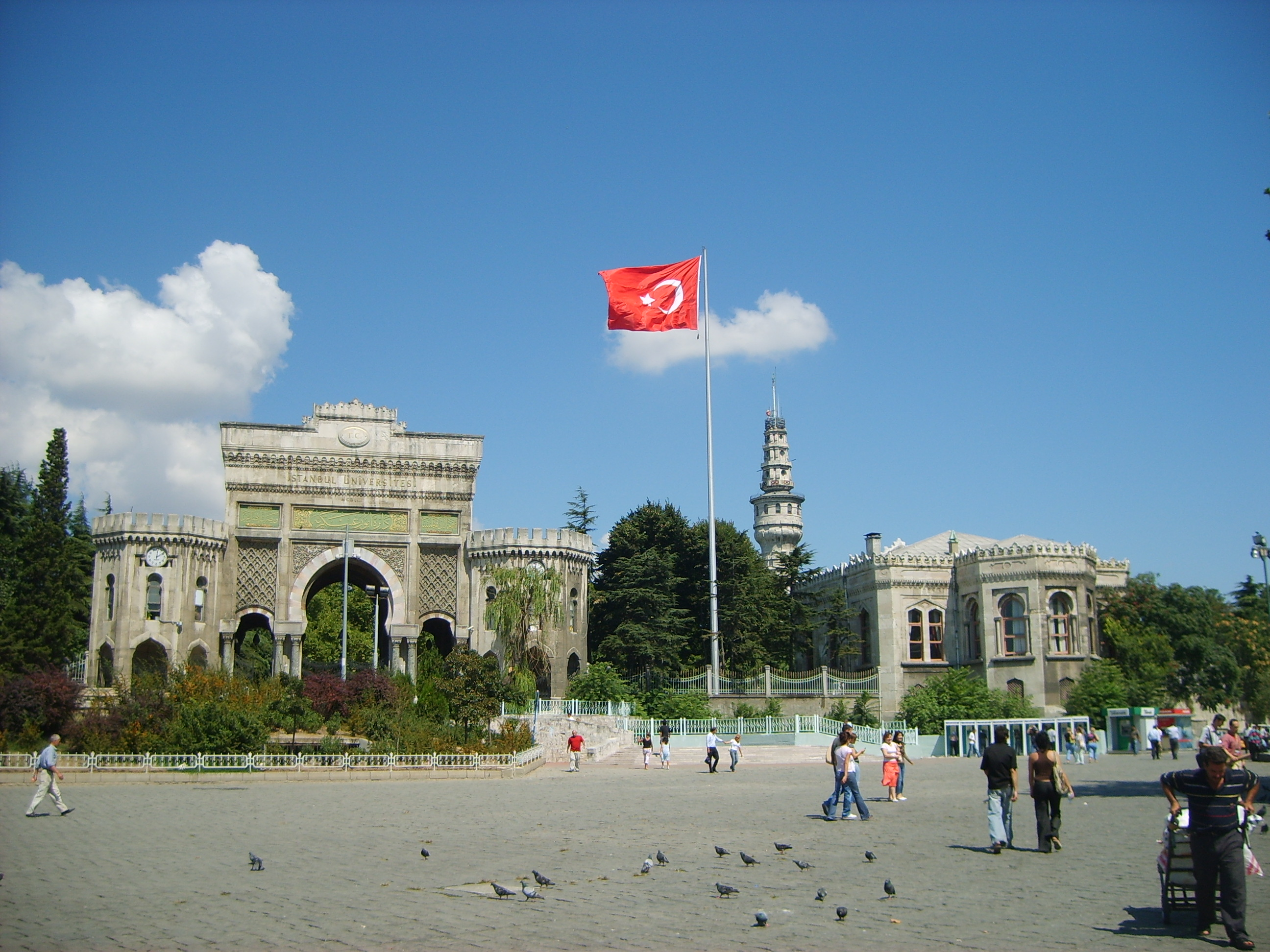
Links der Haupteingang und hinten der Feuerwachturm im Zentralcampus im Stadtbezirk Fatih

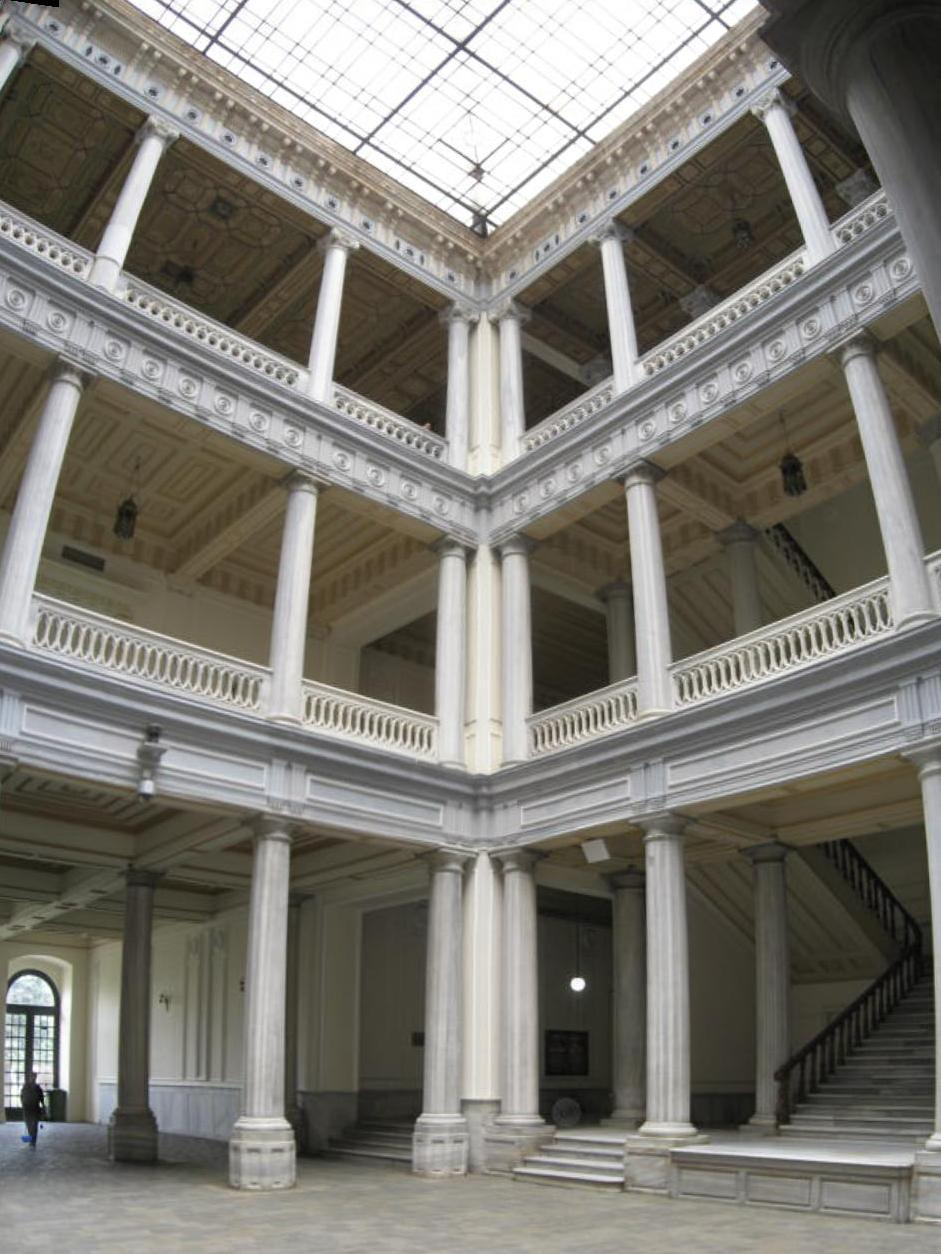
Innenhof des Rektoratsgebäudes im Zentralcampus

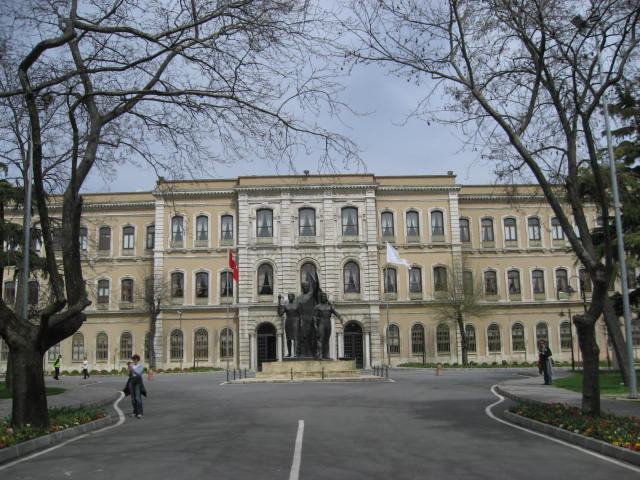
Das Rektoratsgebäude im Zentralcampus

Die Universität Istanbul (türkisch: İstanbul Üniversitesi) ist eine staatliche Universität im Istanbuler Stadtteil Fatih und mit über 60.000 Studenten und 4.000 wissenschaftlichen Mitarbeitern eine der größten und renommiertesten Universitäten der Türkei.
Die Universität ist Mitglied im Netzwerk der Balkan-Universitäten und der Coimbra-Gruppe, Austauschvereinbarungen bestehen unter anderem seit 1998 auch mit der US-amerikanischen University of Virginia’s College at Wise. Strenge Zulassungsbedingungen (einige Fakultäten verlangen, dass man bei der nationalen Hochschulaufnahmeprüfung jedes Jahr zu den besten 1 % von über 2 Millionen Bewerbern gehört) machen die Universität zu einer der angesehensten in der Türkei.
Die Universität Istanbul belegte den ersten Platz in der Türkei und wurde laut dem 2024 veröffentlichten Academic Ranking of World Universities (ARWU) weltweit in die Top 500 aufgenommen.

## Geschichte
Nach der Eroberung Konstantinopels durch Sultan Mehmed II. am 29. Mai 1453 gab dieser drei Tage später nach dem Freitagsgebet den Befehl, eine Madrasa zu gründen. Daraufhin wurden noch im selben Jahr jeweils Teilbereiche der Hagia Sophia und der Zeyrek-Moschee (damals Pantokratorkloster) zur Madrasa umfunktioniert. Diese beiden Madrasa werden als der Grundstein der Universität Istanbul angesehen.
Sie wurden nach der Fertigstellung im Jahre 1470 Teil der Külliye der Fatih-Moschee.
Obwohl mit einem Beschluss vom 21. Juli 1846 die Gründung einer Hochschule im europäischen Sinne angestrebt wurde, verzögerten diverse Zwischenfälle die Gründung.
Es dauerte bis 1900, ehe das Darülfünun („Haus der Wissenschaften“) seine Tätigkeit tatsächlich aufnehmen konnte. Das heutige Rektoratsgebäude im Zentralcampus, das sich im Stadtteil Beyazıt des Stadtbezirks Fatih befindet, war bis 1923 der Hauptsitz des osmanischen Kriegsministeriums. Nachdem 1923 die Türkische Republik ausgerufen wurde, wurde das Ministerium in die neue Hauptstadt Ankara verlegt und das Gebäude mit den umliegenden Anlagen dem Darülfünun überlassen. 1933 wurde das Darülfünun geschlossen und durch Mustafa Kemal Atatürk als Universität Istanbul, in der nun alle bisherigen Einrichtungen zusammengefasst waren, neu gegründet. Erster Rektor wurde der Leibarzt Atatürks und Medizinprofessor Neṣet Ömer İrdelp. An der neuen Universität wurden etwa 42, aus dem nationalsozialistischen Deutschland emigrierte Lehrbeauftragte angestellt (vgl.dazu auch Exil in der Türkei 1933–1945). Allein an der Medizinischen Fakultät arbeiteten 16 deutsche, zum Teil weltbekannte, Medizinprofessoren zwischen 1933 und 1945 als Direktoren von Kliniken bzw. Instituten. Bei der Besetzung der Stellen waren vor allem Albert Malche und Philipp Schwartz beteiligt. Der Türkische Zahnärzteverein initiierte zudem die Einladung französischer und Schweizer Professoren der Zahnmedizin nach Istanbul.
Die historischen Gebäude im Zentralcampus wie das Rektoratsgebäude, der Haupteingang, der östliche Nebeneingang und die beiden Gebäude neben dem Haupteingang wurden in den Jahren 1865–1866 vom französischen Architekt Bourgeois errichtet.

## Fakultäten
Die Universität bietet in 20 Fakultäten und 12 weiteren Einrichtungen Abschlüsse in insgesamt 767 Studiengängen an. Darunter folgende Fakultäten:
- Medizinische Fakultät İstanbul
- Medizinische Fakultät Cerrahpaşa
- Juristische Fakultät
- Philosophische Fakultät
- Naturwissenschaften
- Volkswirtschaft
- Forstwirtschaft
- Pharmazie
- Zahnmedizin
- Betriebswirtschaft
- Politikwissenschaften
- Kommunikationswissenschaften
- Wasserwirtschaft
- Theologie
- Erziehungswissenschaft
- Gesundheitswissenschaften
- Journalismus
- Veterinärmedizin
- Fernstudium
- Fakultät für Krankenschwesterwesen